# Eleutherodactylus
Eleutherodactylus är ett släkte av groddjur. Eleutherodactylus ingår i familjen Eleutherodactylidae.

## Dottertaxa tillEleutherodactylus, i alfabetisk ordning[1]
- Eleutherodactylus abbotti
- Eleutherodactylus acmonis
- Eleutherodactylus adelus
- Eleutherodactylus albipes
- Eleutherodactylus albolabris
- Eleutherodactylus alcoae
- Eleutherodactylus alticola
- Eleutherodactylus amadeus
- Eleutherodactylus amplinympha
- Eleutherodactylus andrewsi
- Eleutherodactylus angustidigitorum
- Eleutherodactylus antillensis
- Eleutherodactylus aporostegus
- Eleutherodactylus apostates
- Eleutherodactylus armstrongi
- Eleutherodactylus atkinsi
- Eleutherodactylus audanti
- Eleutherodactylus auriculatoides
- Eleutherodactylus auriculatus
- Eleutherodactylus bakeri
- Eleutherodactylus barlagnei
- Eleutherodactylus bartonsmithi
- Eleutherodactylus blairhedgesi
- Eleutherodactylus bothroboans
- Eleutherodactylus bresslerae
- Eleutherodactylus brevirostris
- Eleutherodactylus brittoni
- Eleutherodactylus caribe
- Eleutherodactylus casparii
- Eleutherodactylus cavernicola
- Eleutherodactylus chlorophenax
- Eleutherodactylus cochranae
- Eleutherodactylus cooki
- Eleutherodactylus coqui
- Eleutherodactylus corona
- Eleutherodactylus counouspeus
- Eleutherodactylus cubanus
- Eleutherodactylus cundalli
- Eleutherodactylus cuneatus
- Eleutherodactylus cystignathoides
- Eleutherodactylus darlingtoni
- Eleutherodactylus dennisi
- Eleutherodactylus dilatus
- Eleutherodactylus dimidiatus
- Eleutherodactylus diplasius
- Eleutherodactylus dolomedes
- Eleutherodactylus eileenae
- Eleutherodactylus emiliae
- Eleutherodactylus eneidae
- Eleutherodactylus erythroproctus
- Eleutherodactylus etheridgei
- Eleutherodactylus eunaster
- Eleutherodactylus flavescens
- Eleutherodactylus fowleri
- Eleutherodactylus furcyensis
- Eleutherodactylus fuscus
- Eleutherodactylus glamyrus
- Eleutherodactylus glandulifer
- Eleutherodactylus glanduliferoides
- Eleutherodactylus glaphycompus
- Eleutherodactylus glaucoreius
- Eleutherodactylus goini
- Eleutherodactylus gossei
- Eleutherodactylus grabhami
- Eleutherodactylus grahami
- Eleutherodactylus grandis
- Eleutherodactylus greyi
- Eleutherodactylus griphus
- Eleutherodactylus gryllus
- Eleutherodactylus guanahacabibes
- Eleutherodactylus guantanamera
- Eleutherodactylus gundlachi
- Eleutherodactylus guttilatus
- Eleutherodactylus haitianus
- Eleutherodactylus hedricki
- Eleutherodactylus heminota
- Eleutherodactylus hypostenor
- Eleutherodactylus iberia
- Eleutherodactylus inoptatus
- Eleutherodactylus intermedius
- Eleutherodactylus interorbitalis
- Eleutherodactylus ionthus
- Eleutherodactylus jamaicensis
- Eleutherodactylus jasperi
- Eleutherodactylus jaumei
- Eleutherodactylus johnstonei
- Eleutherodactylus juanariveroi
- Eleutherodactylus jugans
- Eleutherodactylus junori
- Eleutherodactylus karlschmidti
- Eleutherodactylus klinikowskii
- Eleutherodactylus lamprotes
- Eleutherodactylus leberi
- Eleutherodactylus lentus
- Eleutherodactylus leoncei
- Eleutherodactylus leprus
- Eleutherodactylus limbatus
- Eleutherodactylus limbensis
- Eleutherodactylus locustus
- Eleutherodactylus longipes
- Eleutherodactylus lucioi
- Eleutherodactylus luteolus
- Eleutherodactylus maestrensis
- Eleutherodactylus mariposa
- Eleutherodactylus marnockii
- Eleutherodactylus martinicensis
- Eleutherodactylus maurus
- Eleutherodactylus melacara
- Eleutherodactylus melatrigonum
- Eleutherodactylus michaelschmidi
- Eleutherodactylus minutus
- Eleutherodactylus modestus
- Eleutherodactylus monensis
- Eleutherodactylus montanus
- Eleutherodactylus nitidus
- Eleutherodactylus nivicolimae
- Eleutherodactylus nortoni
- Eleutherodactylus notidodes
- Eleutherodactylus nubicola
- Eleutherodactylus olibrus
- Eleutherodactylus orcutti
- Eleutherodactylus orientalis
- Eleutherodactylus oxyrhyncus
- Eleutherodactylus pallidus
- Eleutherodactylus pantoni
- Eleutherodactylus parabates
- Eleutherodactylus paralius
- Eleutherodactylus parapelates
- Eleutherodactylus patriciae
- Eleutherodactylus paulsoni
- Eleutherodactylus pentasyringos
- Eleutherodactylus pezopetrus
- Eleutherodactylus pictissimus
- Eleutherodactylus pinarensis
- Eleutherodactylus pinchoni
- Eleutherodactylus pipilans
- Eleutherodactylus pituinus
- Eleutherodactylus planirostris
- Eleutherodactylus poolei
- Eleutherodactylus portoricensis
- Eleutherodactylus principalis
- Eleutherodactylus probolaeus
- Eleutherodactylus rhodesi
- Eleutherodactylus richmondi
- Eleutherodactylus ricordii
- Eleutherodactylus riparius
- Eleutherodactylus rivularis
- Eleutherodactylus rogersi
- Eleutherodactylus ronaldi
- Eleutherodactylus rubrimaculatus
- Eleutherodactylus rucillensis
- Eleutherodactylus rufescens
- Eleutherodactylus rufifemoralis
- Eleutherodactylus ruthae
- Eleutherodactylus saxatilis
- Eleutherodactylus schmidti
- Eleutherodactylus schwartzi
- Eleutherodactylus sciagraphus
- Eleutherodactylus semipalmatus
- Eleutherodactylus simulans
- Eleutherodactylus sisyphodemus
- Eleutherodactylus sommeri
- Eleutherodactylus staurometopon
- Eleutherodactylus symingtoni
- Eleutherodactylus syristes
- Eleutherodactylus teretistes
- Eleutherodactylus tetajulia
- Eleutherodactylus thomasi
- Eleutherodactylus thorectes
- Eleutherodactylus toa
- Eleutherodactylus tonyi
- Eleutherodactylus turquinensis
- Eleutherodactylus tychathrous
- Eleutherodactylus unicolor
- Eleutherodactylus varians
- Eleutherodactylus varleyi
- Eleutherodactylus warreni
- Eleutherodactylus weinlandi
- Eleutherodactylus ventrilineatus
- Eleutherodactylus verrucipes
- Eleutherodactylus verruculatus
- Eleutherodactylus wetmorei
- Eleutherodactylus wightmanae
- Eleutherodactylus zeus
- Eleutherodactylus zugi